# أندرو جونستون (لاعب كرة قدم أسترالية)
أندرو جونستون (بالإنجليزية: Andrew Johnston)‏ هو لاعب كرة قدم أسترالية أسترالي، ولد في 14 أغسطس 1970.

## وصلات خارجية
- أندرو جونستون على موقع AustralianFootball.com (الإنجليزية)
- أندرو جونستون على موقع AFLtables.com (الإنجليزية)